# ویندم استندینگ
ویندم استندینگ (انگلیسی: Wyndham Standing؛ ۲۳ اوت ۱۸۸۰ – ۱ فوریهٔ ۱۹۶۳) یک هنرپیشه اهل بریتانیا بود. وی بین سال‌های ۱۹۱۵ تا ۱۹۴۸ میلادی فعالیت می‌کرد.

## فیلم‌شناسی
- دراکولا
- اتود در قرمز لاکی
- تقلید زندگی
- مادام کوری
- خانم پارکینگتون
- آقای اسمیت به واشنگتن می‌رود
- غرور و تعصب
- گردن‌بند
- فرشته‌های جهنم
- سفر دریایی طولانی به خانه
- مردی به نام جو
- کلایو هند
- هدرا
- اوج التهاب